# Coração de Jesus (Minas Gerais)
Coração de Jesus est une municipalité brésilienne de l'État du Minas Gerais et la microrégion de Montes Claros.